# Sol y luna
Sol y luna è una singolo del rapper argentino Duki, pubblicato il 26 giugno 2019.

## Tracce
1. Sol y luna – 2:43